# Чжуан-цзи (книжка)
Чжуа́н-цзи, або Джва́ндзи (кит. трад. 莊子, спр. 庄子, піньїнь: Zhuāngzǐ, акад. Чжуан-цзи) — даоська книга притч, написана наприкінці періоду Чжаньґо та названа за іменем автора. Поряд із Дао де цзін є основоположним текстом даосизму.

## Зміст
Текст є зібранням притч і коротких оповідань з різних джерел. Перші сім частин (внутрішня частина), як вважає традиція, написані самим Чжуан-цзи, а наступні частини — його учнями й філософами, які сповідували споріднені погляди. Перевірити справжність авторства Чжуан-цзи доволі важко. Практично всі видання Чжуан-цзи супроводжуються коментарями Го Сяна, який зібрав книгу з 33 глав у III столітті. Сам Го Сян писав, що займався вибіркою найголовнішого з промов Чжуан-цзи, й не виключено, що його видання пов'язано з серйозною переробкою основного тексту. Варіант Го Сяна — єдиний повний, однак збереглось іще немало фрагментів, що не увійшли до тексту Го Сяна.
Глави внутрішньої частини мають подібну граматику та пов'язані за змістом, і є підстави вважати, що їх було написано одним автором. Хоча традиція вважає Чжуан-цзи даосом, у тих семи внутрішніх частинах менш за все йдеться про даосизм.
Відома також книга Ле-цзи, що є збіркою притч, багато з яких містяться й у Чжуан-цзи. Ле-цзи відома тільки в коментарях Го Сяна, і скептики підозрюють, що оригінальні глави Ле-Цзи були написані самим Го Сяном або його сучасниками.
Книга Чжуан-цзи набула особливої відомості за часів правління імператора Сюань-цзуна з династії Тан. Тоді книга отримала титул «Наньхуа чженьцзин» (南華真經), що означає «істинні класичні трактати з Південного Китаю».

## Український переклад
- Джвандзи / пер. з кит. Вон Гак. — К. : Сафран, 2019. — 308 с. — ISBN 978-966-97883-0-6.

Український переклад книжки виконаний львівським буддистським монахом Вон Гаком. Науковий редактор книжки: Марта Логвин, провідна наукова співробітниця Національного музею мистецтв імені Богдана та Варвари Ханенків. Видання пройшло двох зовнішніх рецензентів: текстолога Єгора Гребнєва з Оксфорда та доктора філософських наук Анастасії Стрелкової з Інституту філософії Сковороди НАНУ.